# Selliguea feei
Selliguea feei là một loài thực vật có mạch trong họ Polypodiaceae. Loài này được Bory miêu tả khoa học đầu tiên năm 1824.